# Love Hurts (Fernsehserie)
Love Hurts ist eine britische Fernsehserie, die von 1991 bis 1994 gedreht wurde. In den Hauptrollen waren Adam Faith und Zoë Wanamaker als Frank Carver und Tessa Piggot zu sehen.

## Handlung
Die Handlung konzentriert sich auf die beiden Hauptcharaktere Tessa und Frank. Nachdem Tessa am Anfang der ersten Staffel von ihrer sieben Jahre andauernden Affäre verlassen wird, trifft sie auf Frank, einen ehemaligen Klempner, der in der Finanzwelt nun als Vertrags- und Fondsmanager reich geworden ist. In den folgenden Episoden geht es um ein Auf und Ab ihrer Beziehung, immer mit der Frage, ob sie nun zusammenbleiben oder nicht. Obwohl sie in der letzten und dritten Staffel heiraten und eine Tochter bekommen, bleibt diese Frage bis zum Schluss unbeantwortet.
Unterstützt werden die beiden Charaktere von unwesentlicheren Nebenrollen, die meist nur eine Episode andauern. Herauszuheben sind hierbei nur Jane Lapotaire in Staffel eins und zwei und Marc Taplow.
2003 war ein Pilotfilm geplant, in dem die Geschichte von Frank und Tessa fortgesetzt werden sollte. Durch den plötzlichen Tod von Adam Faith konnte dieses Projekt allerdings nicht mehr realisiert werden.